# Marcel Ciolacu
Marcel Ciolacu (Bodzavásár, 1967. november 28. –) román szociáldemokrata politikus, 2023. június 15. és 2025. május 6. között Románia miniszterelnöke a Szociáldemokrata Párt színeiben.
2012-től 2020-ig a román képviselőház tagja volt, emellett annak elnöke is 2019 és 2020, valamint 2021 és 2023 között, és hazája miniszterelnök-helyettese 2017–2018-ban, Mihai Tudose elnöksége alatt. A Szociáldemokrata Párt elnöki tisztjét 2019. november 27. és 2025. május 20. között töltötte be. A 2024. december 1-jén megtartott parlamenti választást követően Ciolacut kérték fel az új kormány megalakítására.